# هوكور بالسون
هوكور بالسون مواليد 28 مايو 1992 في ريكيافيك، هو لاعب كرة سلة أيسلندي. بدأ مسيرته الاحترافية في سنة 2007. يلعب مع إس بي أو روان باسكت في الدوري الفرنسي لكرة السلة الدرجة الثانية.

## المسيرة الاحترافية
لعب مع باسكت مانريسا في الدوري الإسباني من سنة 2011 إلى 2013، ثم لعب مع نادي بريوغان لكرة السلة في موسم 2013–2014، ثم لعب مع نادي لوليو لكرة السلة في موسم 2014–2015، ثم لعب مع ساسكي باسكونيا في الدوري الإسباني في سنة 2015، ثم لعب مع مانريسا في سنة 2015، ثم لعب مع إس بي أو روان باسكت في الدوري الفرنسي في سنة 2016.

## روابط خارجية
- هوكور بالسون على موقع الاتحاد الدولي لكرة السلة (الإنجليزية)
- هوكور بالسون على موقع الدوري الإسباني لكرة السلة (الإسبانية)
- هوكور بالسون على موقع كرة السلة الأوروبية.كوم (الإنجليزية)
- هوكور بالسون على موقع كلية كرة السلة في سبورتس رفرنس.كوم (الإنجليزية)
- هوكور بالسون على موقع ريلجم (الإنجليزية)
- هوكور بالسون على موقع بروبوليرز (الإنجليزية)
- هوكور بالسون على موقع سبورتس رفرنس (الإنجليزية)